# 歸德州 (開封府)
歸德州是明代河南省所轄的一個州。洪武元年五月降歸德府為州，屬開封府，嘉靖二十四年六月又升為府。。在今河南商丘縣、安徽亳州一帶。